# Ernst Gebendinger
Ernst Gebendinger (Winterthur, 1926. február 10. – Winterthur, 2017. május 23.) olimpiai ezüstérmes svájci tornász.

## Pályafutása
Az 1950-es bázeli világbajnokságon három aranyérmet nyert. Talajon (holtversenyben Joseph Stalderral), ugrásban és a csapatversenyben végzett az első helyen. Az 1952-es helsinki olimpián a csapat tagjaként ezüstérmes lett.

## Sikerei, díjai
- Olimpiai játékok
  - ezüstérmes: 1952, Helsinki
- Világbajnokság
  - aranyérmes (3): 1950 (talaj, ugrás, csapat)